# الهه منصوریان
الهه منصوریان (زادهٔ ۳۰ شهریور ۱۳۷۰ در سمیرم، اصفهان) ووشوکار ایرانی در بخش سان‌دا است. وی تاکنون موفق به کسب سه نشان طلای مسابقات قهرمانی جهان در سال‌های ۲۰۱۳، ۲۰۱۷ و ۲۰۱۹ شده‌است. نشان نقره در سال ۲۰۰۹ و برنز در سال ۲۰۱۱ از دیگر افتخارات او در مسابقات جهانی می‌باشد. منصوریان در بازی‌های آسیایی اینچئون ۲۰۱۴ و جاکارتا ۲۰۱۸ نشان نقره و در گوانگژو ۲۰۱۰ مدال برنز کسب کرده است. دو خواهر دیگر او شهربانو منصوریان و سهیلا منصوریان از قهرمانان به‌نام ووشوی ایران و جهان میباشند.

## حواشی
الهه منصوریان به همراه خواهرش شهربانو در طی یک برنامه ضبط شده محاوره محور درخصوص ماجرای چادری شدنشان گفتند که الهام چرخنده بازیگر سینما با وعده‌های مالی شامل خانه و خودرو به اضافه صد میلیون تومان وجه نقد به ازای هر نفرشان به پیش آنها آمد و از آنها خواست تا با هدف تبلیغات چادری شوند. آنها اظهار کردند پس از انجام اعمالی که درخواست شده بود و علی‌رغم استفاده از چادر با گذشت چند سال خبری از وفای عهد چرخنده نشد و چیزی دریافت نکردند.